# Fanny Petit
François Charles Jerôme Marie (Fanny) Petit (Breda, 15 november 1898 – aldaar, 22 maart 1971) was een Nederlands voetballer die als aanvaller speelde. Hij werd in 1921 landskampioen met NAC.

## Interlandcarrière

### Nederland
Op 19 november 1922 debuteerde Petit voor Nederland in een vriendschappelijke wedstrijd tegen Zwitserland (5-0 verlies).
| Interlands van Frans Petit | Interlands van Frans Petit | Interlands van Frans Petit | Interlands van Frans Petit | Interlands van Frans Petit | Interlands van Frans Petit |
| №                          | Datum                      | Wedstrijd                  | Uitslag                    | Soort Wedstrijd            | Doelpunten                 |
| Als speler bij NAC         | Als speler bij NAC         | Als speler bij NAC         | Als speler bij NAC         | Als speler bij NAC         | Als speler bij NAC         |
| -------------------------- | -------------------------- | -------------------------- | -------------------------- | -------------------------- | -------------------------- |
| 1.                         | 19-11-1922                 | Zwitserland - Nederland    | 5-0                        | Vriendschappelijk          | 0                          |